# Dodécaborure d'aluminium
Le dodécaborure d'aluminium (AlB12) est un composé inorganique, l'un des deux borures d'aluminium, l'autre étant le diborure d'aluminium (AlB2), les deux étant couramment appelés borure d'aluminium.

## Structure
Le dodécaborure d'aluminium existe sous trois formes : les formes α et γ sont assez similaires, organisées dans un système tétragonal (a = 101,6 pm, c = 142,8 pm), et la forme β a une forme orthorhombique (a = 123,4 pm, b = 126,3 pm, c = 50,8 pm). 

## Synthèse
La forme β peut être préparée par réaction entre l'oxyde de bore(III) avec le soufre et l'aluminium, en ajoutant du carbone au mélange.

## Utilisation
AlB12 est utilisé comme meule de rectification en remplacement du diamant ou du corindon.